# Баян-Овоо
Баян-Овоо (монг.: Баян-Овоо) сомон в Баянхонгорському аймаці Монголії. Територія 3,24 тис. км²., населення 3,3 тис. чол.. Центр – селище Хухбурд розташовано на відстані 646 км від Улан-Батора, 26 км від Баянхонгора. Школа, лікарня, культурний та торговельний центр.

## Клімат
Клімат різкоконтинентальний. Середня температура січня -20-22 градуси, липня +16-17 градусів. В середньому протягом року випадає 220 мм. опадів.

## Рельєф
Найвища точка сомону гора Ар Гурван Таг – 2870 м., також Хавтгайн Мод (1611 м), Тувун (2491 м), Баянтеег (1881 м), Уран-Хайрхан (1810), найнижча точка – 1500 м – долина річки Бурденій. Також територією сомону протікають річки Хух Бурд, Урт, Нарийн, Гучин, Туйн. Озера Хух Бурд, Ууд.

## Корисні копалини
Багатий на кам’яне вугілля, золото, залізну руду, вапняк.

## Тваринний світ
Водяться вовки, лисиці, песці, дикі степові коти, зайці, бабаки.